# Thị trấn yên tĩnh
Thị trấn yên tĩnh là bộ phim điện ảnh hài, chính kịch của Việt Nam năm 1986 do Lê Đức Tiến đạo diễn, kịch bản của Đoàn Trúc Quỳnh. Với các diễn viên Trịnh Thịnh, Lân Bích, Bùi Bài Bình và họa sĩ Trần Đình Thọ. Với hoàn cảnh một vụ tai nạn mà nạn nhân là một một cán bộ cấp nhà nước, bộ phim đã đả kích thói ham thành tích, quan liêu tại một địa phương giả tưởng ở miền Bắc Việt Nam cuối thời kỳ bao cấp.

## Nội dung
Ông Dương, phó chủ tịch huyện, là người háo danh, luôn tìm cách để huyện nhà lập được thành tích. Ông có một cô cháu gái đang chuẩn bị lễ rước dâu với nhà trai là gia đình ông Sanh – cựu Trưởng ty của huyện. Đám cưới phải hoãn lại khi nhà ông Sanh nhận được tin khách quí của họ là vị Bộ trưởng Phan bị tai nạn giao thông khi vừa vào đến địa bàn huyện.
Ông Dương nhận được tin vụ tai nạn cũng gấp rút đến bệnh viện, nhận thấy đấy là cơ hội nâng cao thành tích cho huyện nhà nên ông Dương quyết định giữ Bộ trưởng lại bệnh viện huyện để điều trị, bất chấp điều kiện và nguyên tắc chuyên môn. Giám đốc bệnh viện là ông Khánh lại sợ việc cấp cứu gặp rủi ro lại là người tuân thủ tuân theo nguyên tắc, nên đã chủ động tìm cách đưa Bộ trưởng về Hà Nội chữa trị.
Bác sĩ Hào, người có chuyên môn giỏi nhất bệnh viện huyện cũng được gọi đến dù đang trong ngày nghỉ cuối tuần. Vợ chồng Hào hăm hở đến bệnh viện để thực hiện cấp cứu với hy vọng sẽ là cơ hội được lên tuyến trên làm việc hay ra nước ngoài tu nghiệp. Giữa đường, hai người lại đổi ý vì sợ quá trình cấp cứu gặp rủi ro, họ tìm cách chốn tránh thì nghe được thông báo "truy nã" họ mà ông Dương ban hành. Giữa đường họ gặp được ông Khánh, biết được ông Dương đang cần mình cho cuộc phẫu thuật có thể diễn ra nhưng sếp thì không có động thái gì, vợ chồng Hào cùng đến bệnh viện để nắm bắt tình hình.
Khi tình trạng sức khỏe của Bộ trưởng trở nên trầm trọng, một ca phẫu thuật bắt buộc phải được tiến hành, nhưng không có cán bộ nào dám ký vào biên bản nhận trách nhiệm nếu rủi ro xảy ra. Cuối cùng, gia đình ông Sanh phải ký vào biên bản, khi cuộc phẫu thuật diễn ra, cũng là lúc già đình ông Bộ trưởng trên đường đến. Ông Dương huy động một lượng lớn nhân lực mở một cuộc đón tiếp linh đình. Khi vợ con ông Bộ trưởng đến bệnh viện cũng là lúc ca phẫu thuật thành công, nhưng người được đưa ra lại là tài xế chứ không phải ông Bộ trưởng. Những người có mặt tại đây đều ngổn ngang cảm xúc, trong khi cán bộ địa phương đùn đẩy trách nhiệm khi nhận diện và cứu chữa không đúng người, còn gia đình Bộ trưởng đang tuyệt vọng không biết ông đang ở đâu. Bộ phim kết thúc khi đài phát thanh của tỉnh thông báo ông Bộ trưởng đã được bệnh viện của huyện bên cạnh cứu chữa và đang bình phục. Đám cưới nhà ông Sanh cũng được tiếp túc.

## Phân vai
- Trịnh Thịnh vai Dương
- Lân Bích vai Khánh
- Bùi Bài Bình vai Hào
- Thúy Hằng vai Vợ Hào
- Đăng Khoa vai Thành
- Xuân Định vai Phóng viên Minh Bạch
- Trần Đình Thọ vai Ông Sanh
- Thúy Vinh vai Bà Sanh
- Bùi Ngọc Thắng vai Quân
- Đỗ Hải vai  Sẫm
- Thanh Thủy vai Mẹ Sẫm
- Đức Hoàn vai Vợ Bộ trưởng Phan
- Diệu Thuần  vai Phó phòng bưu điện
- Ngọc Lan vai Vợ lái xe Kình
- Minh Phương vai Phóng viên Châu Sa
- Bằng Giang vai Cậu bé chăn trâu
- Thanh Chi vai Bệnh nhân 1

### Kỹ thuật
- Biên tập: Bạch Diệp
- Âm thanh: Bành Bắc Hải
- Dựng phim: Nguyễn Văn Long
- Thiết kế mỹ thuật: Nguyễn Ngọc Tuân

## Giải thưởng
| Năm  | Giải thưởng                       | Hạng mục Phim truyện nhựa    | Đề cử           | Kết quả   | Chú thích |
| ---- | --------------------------------- | ---------------------------- | --------------- | --------- | --------- |
| 1986 | Giải thưởng Hội Điện ảnh Việt Nam |                              | (bộ phim)       | Giải A    | [ 1 ]     |
| 1988 | Liên hoan phim Việt Nam lần thứ 8 | Đạo diễn xuất sắc            | Lê Đức Tiến     | Đoạt giải | [ 2 ]     |
| 1988 | Liên hoan phim Việt Nam lần thứ 8 | Nam diễn viên chính xuất sắc | Trịnh Thịnh     | Đoạt giải | [ 3 ]     |
| 1988 | Liên hoan phim Việt Nam lần thứ 8 | Biên kịch xuất sắc           | Đoàn Trúc Quỳnh | Đoạt giải | [ 3 ]     |

Năm 2017, đạo diễn Lê Đức Tiến được trao tặng Giải thưởng nhà nước về Văn học Nghệ thuât với hai bộ phim Thằng Bờm và Thị trấn yên tĩnh.